# Love Reaction
A Love Reaction az amerikai Divine 3. kislemeze a The Story So Far című albumról, mely 1983-ban jelent meg. A dalt Divine holland lemezkiadója kétszer is felvette, melynek második változatát a New Order Blue Monday című dalában is felhasználták.

## Helyezések
A dal a Holland kislemezlistán a 35. helyen debütált, majd a 25. helyig jutott a megjelenéstől számított második héten.

## Megjelenések
12"  Break Records 308327 (1983)
- A - Love Reaction	5:31
- B - Love Reaction (Instrumental)	5:00

## Slágerlista
| Slágerlista (1983)   | Legmagasabb helyezés |
| -------------------- | -------------------- |
| Dutch Singles Chart  | 25                   |
| German Singles Chart | 55                   |
| Brit kislemezlista   | 65                   |